# غافلگیری اکتبر
غافلگیری اکتبر، اکتبر شگفتانه یا اکتبر سورپرایز (به انگلیسی: October surprise) در زبان حرفه‌ای سیاسی آمریکا یک رخداد خبری با قابلیت تأثیرگذاری بر نتیجه یک انتخابات به خصوص انتخابات ریاست جمهوری آمریکا است. اشاره به ماه اکتبر بدین دلیل است که سه‌شنبه بعد از اولین دوشنبه نوامبر تاریخ انتخابات ملی و بسیاری از انتخابات ایالتی و محلی ست و رخدادهای رخ داده در آخر اکتبر قابلیت بیشتری برای تأثیرگذاری بر رای‌دهندگان احتمالی برخوردار است.

این لفظ از انتخابات ۱۹۷۲ بین نیکسون و مکگاورن زمانی که آمریکا در سال چهارم مذاکره بر سر خاتمه جنگ ویتنام بود مرسوم شد. در ۲۶ اکتبر کیسینجر در کنفرانس مطبوعاتی گفت صلح در دست ماست و نیکسون که نتوانسته بود علی‌رغم قولش جنگ را تمام کند از یک انتخاب دوباره به آسانی مطمئن شد.

## کارتر و ریگان ۱۹۸۰
در جریان بحران گروگان‌گیری در سفارت آمریکا ریگان از معامله در لحظهٔ آخر می‌ترسید. در روزهای پیش از انتخابات پوشش خبری مصروف تصمیم دولت ایران و بیانیهٔ همزمان کارتر مبنی بر عدم آزادی گروگان‌ها تا برگزاری انتخابات شد.

## کلینتون و ترامپ ۲۰۱۶
در ۷ اکتبر ۲۰۱۶ ویکی‌لیکس ایمیل‌ها و اسناد مرتبط با هیلاری کلینتون را منتشر کرد، از جمله سخنرانی‌های کلینتون برای بانک‌های مختلف که از آنچه او در جریان مبارزات انتخاباتی گفته بود، متفاوت بود.
در همان روز یک فیلم ضبط شده از سال ۲۰۰۵ مربوط به نامزد حزب جمهوریخواه دونالد ترامپ منتشر کرد که در آن او از گفتار جنسی استفاده کرده و مدعی شده بود او می‌تواند هر زنی را که بخواهد ببوسد و دستمالی کند چرا که او یک «ستاره» است. سیاستمداران متعددی از هر دو حزب خواستار عذرخواهی او شدند و ترامپ گفت این فیلم‌ها نشان‌دهندهٔ شخصیت او نیستند.
در ۲۸ اکتبر اداره‌کنندهٔ اف‌بی‌آی جیمز کومی در نامه‌ای به کنگره اعلام کرد که «گام‌ها متناسب تحقیقاتی» را در خصوص استفادهٔ هیلاری کلینتون از سرور ایمیل شخصی انجام خواهد داد. این پس از کشف ایمیل‌های جدیدی بر کامپیوتر انتونی وینر حین تحقیقات اف‌بی‌آی رخ داد.